# Pueblo el molo
El pueblo el molo (autoetnónimo gúra páu), también es conocido como dehes, elmolo, fura-pawa, o ldes. Es originario de pueblos cusitas integrados con antiguos pueblos de pescadores del lago Turkana. Habitan en los condados de Isiolo, Marsabit y Samburu, en el norte de Kenia. Hasta avanzado el siglo XX vivían de la caza de hipopótamos y cocodrilos hasta que el estado keniata decretó su prohibición. La pesca volvió entonces a ser el mayor recurso económico pero las duras condiciones de sobrevivencia los colocó al borde de la extinción como comunidad autónoma.
Las estimaciones sobre su demografía a principios del siglo XXI van desde los 700 a los 3800 miembros con identidad el molo. La integración con otras comunidades vecinas hace difícil un censo étnico pues se han perdido en varios colectivos sus señas identitarias, especialmente su lengua nativa, casi extinta, ya que buena parte de la comunidad se expresa en idioma samburu, originario del grupo del mismo nombre de ascendencia masái y dominante en la zona. Algunos grupos del pueblo el molo también hablan el idioma turkana. Son muy buenos tejedores de cestos y redes.

## Etnónimo

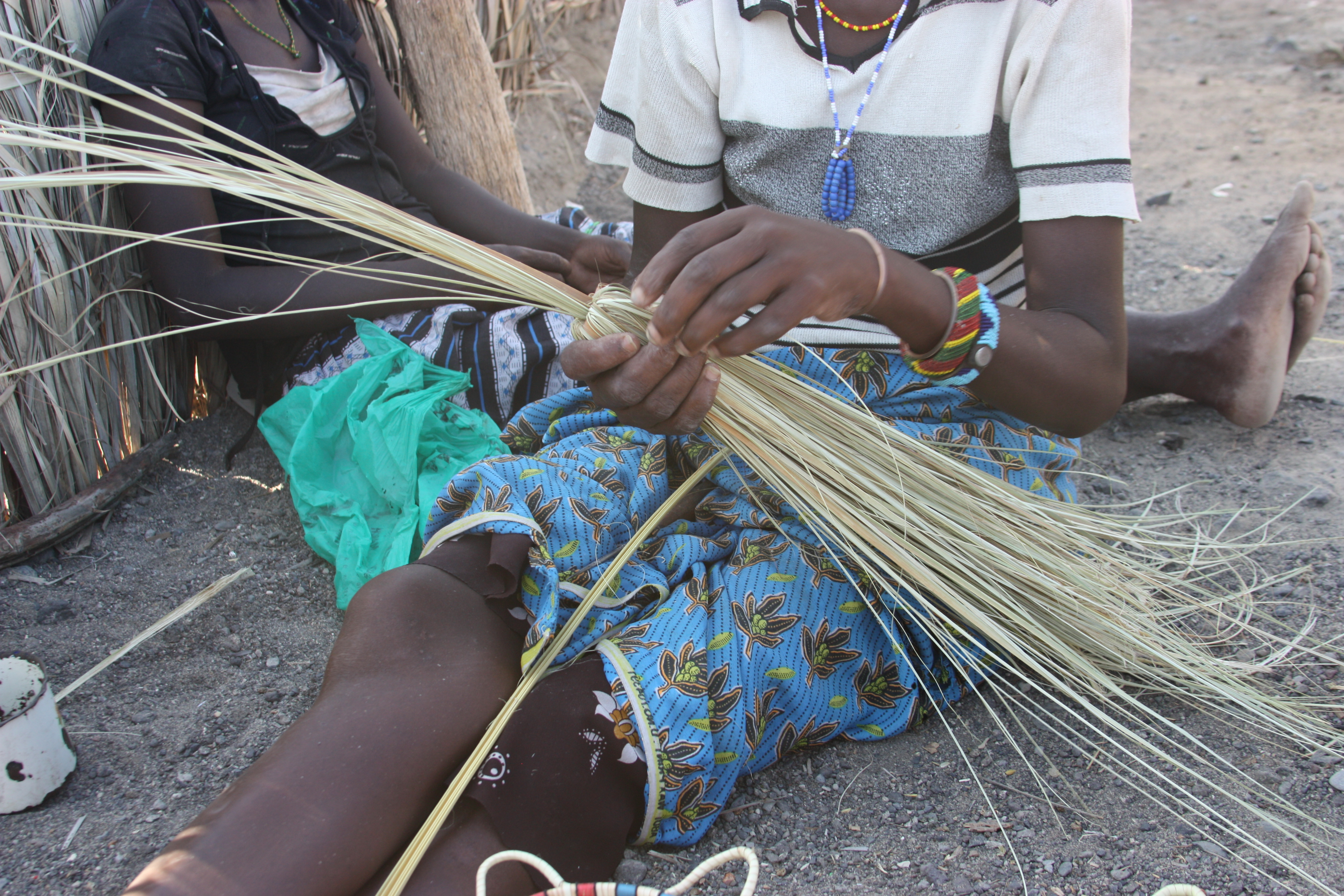
Tejido de canasta del pueblo elmolo, cerca del lago Turkana

No hay certeza sobre el significado y origen del nombre el monlo. Heine afirmó que el molo, precedido por el artículo “l” deriva del idioma maa y que la expresión mó-lu, que siginificaría “este hombre” proviene del idioma samburu. El investigador de campo Mauro Tosco (Universidad de Toscana) señaló que el autoetnónimo (como el propio pueblo se refiere a sí mismo), es gúra páu que se podría traducir como “pueblo del lago”. La asociación cultural del pueblo el molo visitada por el investigador a principios del siglo XXI lleva el nombre gúra páu.

## Idioma

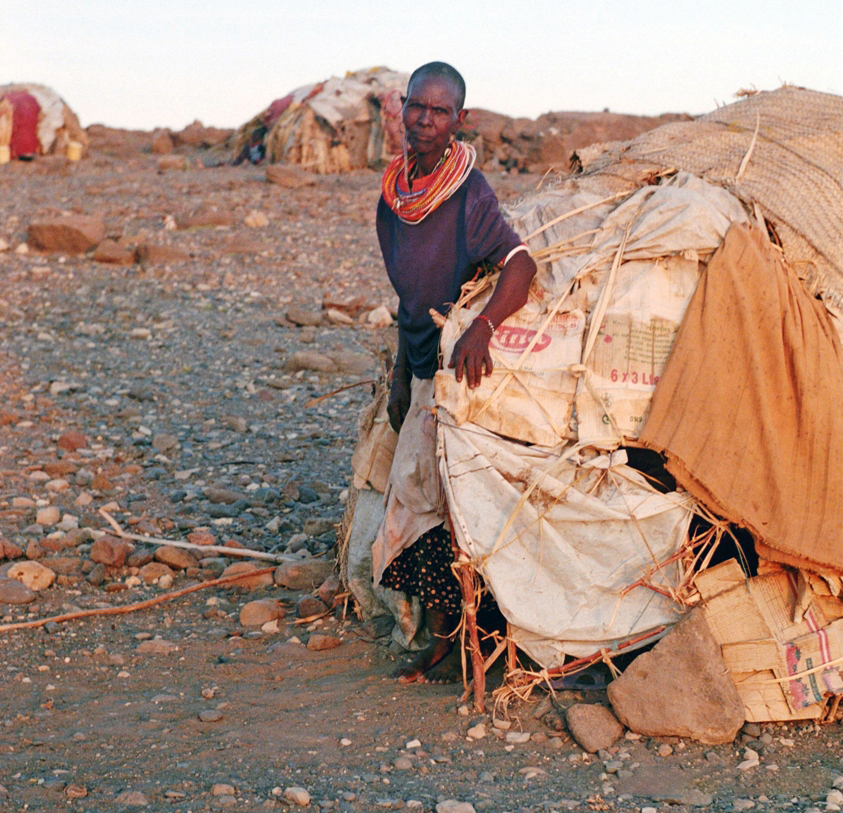
Asentamiento el molo en Kenia

La lengua nativa elmolo (código ISO 639: elm) se extinguió. Su último hablante era un anciano de nombre Kaayo, fallecido en 1999. Algunas investigaciones encontraron préstamos o inclusión de palabras del antiguo idioma elmolo en el samburo y algunos otros dialectos de la zona hablados por miembros del pueblo el molo. Especialmente en lexicografía relativa a la pesca donde la comunidad se especializó durante siglos de dedicación a este rubro.
La adopción del samburu fue adoptada sobre la década de 1930 tras convivir con miembros del pueblo samburo desde el siglo XIX. La peste bovina llevó a los samburu a buscar refugio entre los elmolo para combatir la hambruna que azotó el Cuerno de África. De esta convivencia además de algunas prácticas iniciáticas como la circuncisión masculina los elmolo adaptaron el samburu, creando un dialecto samburu-elmolo. Ambos pueblos se identifican como etnias individualizadas. En el siglo XXI la lengua más utilizada por los colectivos elmolo es su dialecto samburo-elmolo, también el suajili como segunda lengua y algo de inglés.